# Canyon//SRAM zondacrypto/2025
Deze pagina geeft een overzicht van de Duitse vrouwenwielerploeg Canyon-SRAM zondacrypto in 2025.

## Algemeen
Algemeen manager: Ronny Lauke
Ploegleiders: Davide Arzeni, Beth Duryea, André Schulze, Adam Szabo
Fietsmerk: Canyon

## Renners

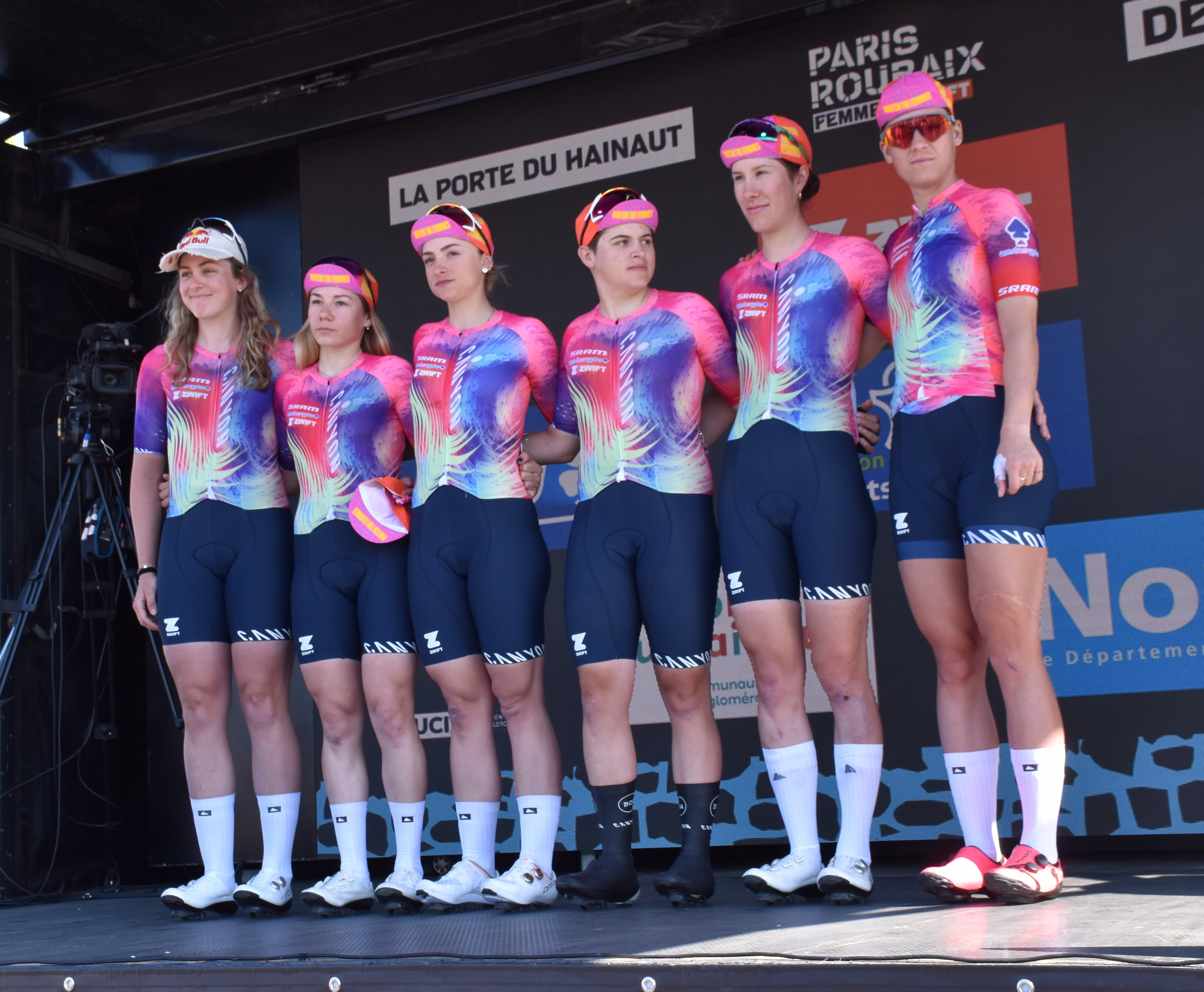
Het team in Parijs-Roubaix 2025.

| Naam                     | Geboortedatum | Nationaliteit       | Ploeg 2024              |
| ------------------------ | ------------- | ------------------- | ----------------------- |
| Wilma Aintila            | 12-04-2004    | Finland             | Lotto Dstny Ladies      |
| Zoe Bäckstedt            | 24-09-2004    | Verenigd Koninkrijk |                         |
| Ricarda Bauernfeind      | 01-04-2000    | Duitsland           |                         |
| Neve Bradbury            | 11-04-2002    | Australië           |                         |
| Chiara Consonni          | 24-06-1999    | Italië              | UAE Team ADQ            |
| Tiffany Cromwell         | 6-07-1988     | Australië           |                         |
| Justyna Czapla           | 24-01-2004    | Duitsland           |                         |
| Chloé Dygert             | 01-01-1997    | Verenigde Staten    |                         |
| Rosa Maria Klöser        | 24-06-1996    | Duitsland           | -                       |
| Anastasija Kolesava      | 02-06-2000    | Wit-Rusland         | Canyon//SRAM Generation |
| Cecilie Uttrup Ludwig    | 23-08-1995    | Denemarken          | FDJ-SUEZ                |
| Maria Martins            | 09-07-1999    | Portugal            | -                       |
| Antonia Niedermaier      | 20-02-2003    | Duitsland           |                         |
| Katarzyna Niewiadoma     | 29-09-1994    | Polen               |                         |
| Soraya Paladin           | 4-05-1993     | Italië              |                         |
| Agnieszka Skalniak-Sójka | 22-04-1997    | Polen               |                         |
| Alice Towers             | 12-10-2002    | Verenigd Koninkrijk |                         |
| Maike van der Duin       | 12-09-2001    | Nederland           |                         |

### Vertrokken
| Naam          | Geboortedatum | Nationaliteit       | Ploeg 2025                    |
| ------------- | ------------- | ------------------- | ----------------------------- |
| Shari Bossuyt | 5-09-2000     | België              | AG Insurance-Soudal           |
| Elise Chabbey | 24-04-1993    | Zwitserland         | FDJ-SUEZ                      |
| Alex Morrice  | 25-04-2000    | Verenigd Koninkrijk | Smurfit Westrock Cycling Team |

## Overwinningen

### Veldrijden
| WK U23: Zoe Bäckstedt |

### Wegwielrennen
| Nationale kampioenschappen wielrennen Duitsland - tijdrit: Antonia Niedermaier Duitsland - tijdrit: Justyna Czapla (beloften) Polen - tijdrit: Agnieszka Skalniak-Sójka Polen - wegwedstrijd: Katarzyna Niewiadoma Verenigd Koninkrijk - tijdrit: Zoe Bäckstedt Tour Down Under 3e etappe: Chloé Dygert Ronde van de Verenigde Arabische Emiraten Jongerenklassement: Antonia Niedermaier Ronde van het Baskenland Jongerenklassement: Antonia Niedermaier | Ronde van Italië Jongerenklassement: Antonia Niedermaier Baloise Ladies Tour Proloog: Zoe Bäckstedt 3e etappe (deel A): Zoe Bäckstedt 3e etappe (deel B): Zoe Bäckstedt Eindklassement: Zoe Bäckstedt Jongerenklassement: Zoe Bäckstedt Ronde van Polen 1e etappe: Chiara Consonni 3e etappe: Chiara Consonni Eindklassement: Chiara Consonni |  |

2002 · 2003 · 2004 · 2005 · 2006 · 2007 · 2008 · 2009 · 2010 · 2011 · 2012 · 2013 · 2014 · 2015 · 2016 · 2017 · 2018 · 2019 · 2020 · 2021 · 2022 · 2023  · 2024 · 2025
AG Insurance-Soudal · Canyon//SRAM zondacrypto  · Ceratizit-WNT Pro Cycling · FDJ-SUEZ · Fenix-Deceuninck · Human Powered Health · Lidl-Trek · Liv AlUla Jayco · Movistar · Roland · Team Picnic PostNL · SD Worx-Protime · Team Visma|Lease a Bike · UAE Team ADQ · Uno-X Mobility